# 小城町
小城町（おぎまち）は、佐賀県のほぼ中央に位置する小城郡にあった町。2005年3月1日に小城町、三日月町、牛津町、芦刈町の4町で合併し、小城市（おぎし）となった。

## 地理
- 山 ： 天山、城山、彦岳、峰山、鏡山、笠頭山、愛宕山
- 河川 ： 多久川、牛津川、清水川、祇園川、晴気川、牛津江川

## 歴史
- 1889年（明治22年）4月1日 - 町村制施行に伴い小城郡小城町が町制施行し、小城町が発足。
- 1932年（昭和7年）4月1日 - 小城町、岩松村、晴田村、三里村の4町村で合併し、小城町を新設。
- 1949年（昭和24年）5月22日 - 町内に昭和天皇の戦後巡幸。片倉工業小城製糸場、小城共同授産場を視察[1]。
- 1955年（昭和30年）1月1日 - 多久市と境界の一部を変更。
- 2005年（平成17年）3月1日 - 牛津町・芦刈町・三日月町と合併（新設合併）し市制施行、小城市となり消滅。

## 交通

### 鉄道路線
- JR九州 唐津線 小城駅（三日月町）
  - 小城町内には駅が存在しないため、最寄りの駅として小城駅がある。
  - 小城駅は名称とは異なり三日月町にある。

### 道路
- 国道203号
- 佐賀県道42号小城牛津線
- 佐賀県道44号小城富士線
- 佐賀県道48号佐賀外環状線

## 教育
- 小学校
  - 桜岡小学校
  - 晴田小学校
  - 岩松小学校
  - 三里小学校
- 中学校
  - 小城中学校
- 高等学校
  - 佐賀県立小城高等学校
- 大学
  - 西九州大学看護学部（西九州大学小城キャンパス）

## 名所・旧跡・観光

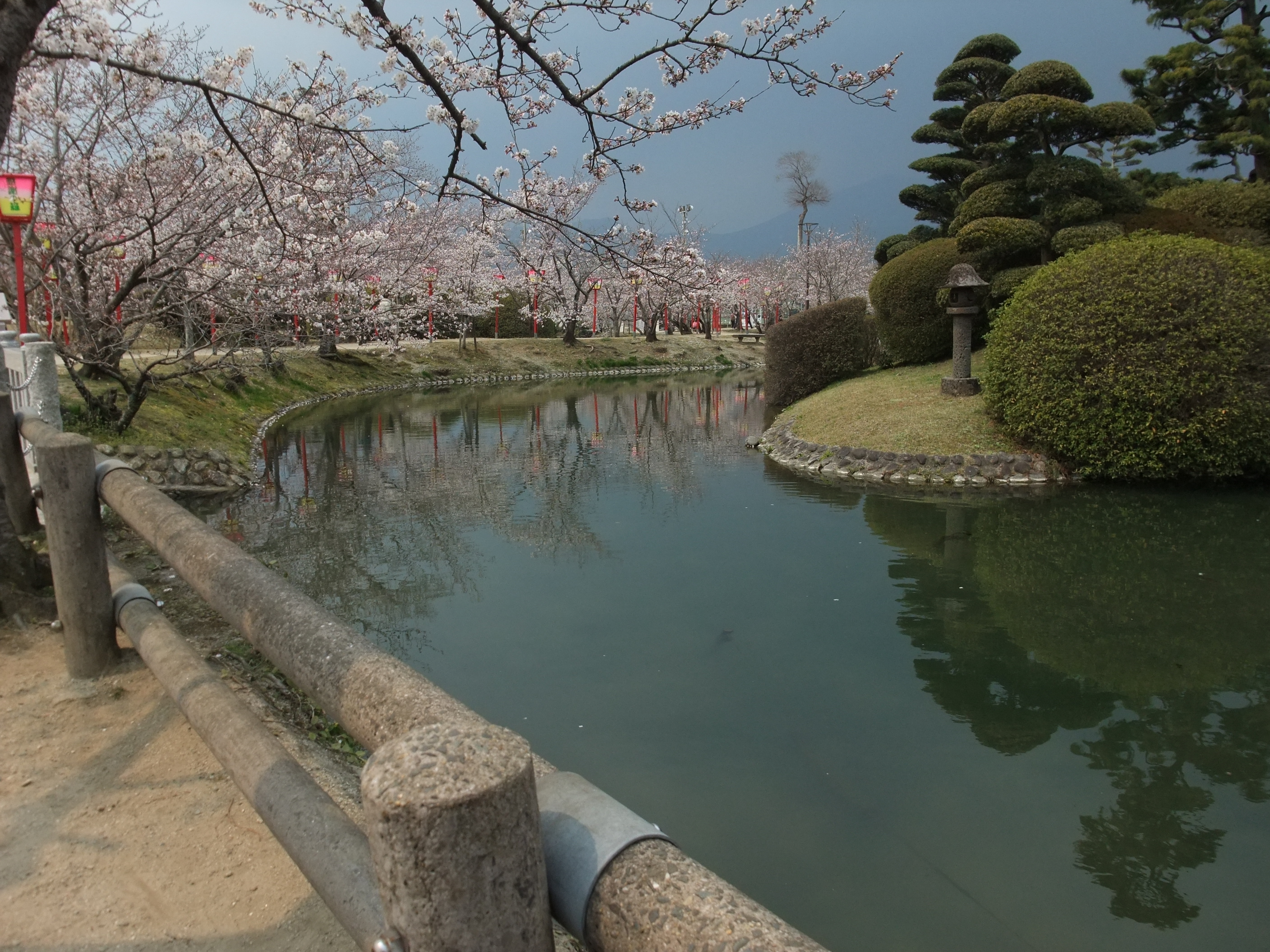
小城公園

- 清水川（名水百選）
  - 清水の滝　名水百選
  - 鯉料理
- 小城羊羹
- ホタル
- 小城公園
- 小城温泉